# Żabia Wola (gemeente Głusk)
Żabia Wola is een dorp in het Poolse woiwodschap Lublin, in het district Lubelski. De plaats maakt deel uit van de gemeente Głusk en heeft 190 inwoners. 